# Circoscrizione elettorale Sardegna (Regno d'Italia)
La circoscrizione elettorale Sardegna è stata una circoscrizione elettorale di lista del Regno d'Italia per l'elezione della Camera dei deputati.

## Storia
La circoscrizione fu creata con l'istituzione del collegio unico nazionale tramite regio decreto del 13 dicembre 1923, n. 2694.
Sulla base del censimento della popolazione del 1921, alla circoscrizione vennero assegnati 12 deputati (8 per la lista prevalente e 4 per le liste di minoranza) confermando i 12 già stabiliti per le corrispondenti province fino alle elezioni del 1921.
La circoscrizione fu abolita con legge 15 febbraio 1925, n. 122.
| Legislature     | VIII | IX   | X    | XI   | XII  | XIII | XIV  | XV   | XVI  | XVII | XVIII | XIX  | XX   | XXI  | XXII | XXIII | XXIV | XXV  | XXVI | XXVII | XXVIII | XXIX | XXX  |
| --------------- | ---- | ---- | ---- | ---- | ---- | ---- | ---- | ---- | ---- | ---- | ----- | ---- | ---- | ---- | ---- | ----- | ---- | ---- | ---- | ----- | ------ | ---- | ---- |
| Elezioni        | 1861 | 1865 | 1867 | 1870 | 1874 | 1876 | 1880 | 1882 | 1886 | 1890 | 1892  | 1895 | 1897 | 1900 | 1904 | 1909  | 1913 | 1919 | 1921 | 1924  | 1929   | 1934 | 1939 |
| Deputati eletti |      |      |      |      |      |      |      |      |      |      |       |      |      |      |      |       |      |      |      | 12    |        |      |      |
|                 |      |      |      |      |      |      |      |      |      |      |       |      |      |      |      |       |      |      |      |       |        |      |      |
| Totale eletti   | 443  | 493  | 493  | 508  | 508  | 508  | 508  | 508  | 508  | 508  | 508   | 508  | 508  | 508  | 508  | 508   | 508  | 508  | 535  | 535   | 400    | 400  |      |
| Numero collegi  | 443  | 493  | 493  | 508  | 508  | 508  | 508  | 135  | 135  | 135  | 508   | 508  | 508  | 508  | 508  | 508   | 508  | 54   | 40   | 15    | 1      | 1    |      |

## Territorio
Comprendeva le province di Cagliari e Sassari e aveva come capoluogo Cagliari.

## Dati elettorali
| Partito                            | Partito                            | Risultati 6 aprile 1924 | Risultati 6 aprile 1924 | Risultati 6 aprile 1924 | Seggi | Seggi |
| Partito                            | Partito                            | Voti                    | %                       | ±                       | Num   | ±     |
| ---------------------------------- | ---------------------------------- | ----------------------- | ----------------------- | ----------------------- | ----- | ----- |
|                                    | Nazionale                          | 85 239                  | 61,51                   | n.d.                    | 8     | n.d.  |
|                                    | Partito Sardo d'Azione             | 23 537                  | 16,98                   | n.d.                    | 2     | n.d.  |
|                                    | Opposizione costituzionale         | 11 573                  | 8,35                    | n.d.                    | 1     | n.d.  |
|                                    | Popolare                           | 7 713                   | 5,57                    | n.d.                    | 1     | n.d.  |
|                                    | Socialista unitario                | 5 799                   | 4,18                    | n.d.                    | 0     | n.d.  |
|                                    | Democratico sociale                | 4 724                   | 3,41                    | n.d.                    | 0     | n.d.  |
|                                    |                                    |                         |                         |                         |       |       |
| Iscritti                           | Iscritti                           | 1 197 561               | 100,00                  |                         |       |       |
| ↳ Votanti (% su iscritti)          | ↳ Votanti (% su iscritti)          | 645 900                 | 53,93                   | n.d.                    |       |       |
| ↳ Voti validi (% su votanti)       | ↳ Voti validi (% su votanti)       | 138 585                 | 21,46                   |                         |       |       |
| ↳ Schede non valide (% su votanti) | ↳ Schede non valide (% su votanti) | 507 315                 | 78,54                   |                         |       |       |
| ↳ Astenuti (% su iscritti)         | ↳ Astenuti (% su iscritti)         | 551 661                 | 46,07                   |                         |       |       |

| Eletti | Eletti            |
| ------ | ----------------- |
|        | Carlo Sanna       |
|        | Pietro Lissia     |
|        | Antonello Caprino |
|        | Giovanni Cao      |
|        | Antonio Putzolu   |
|        | Paolo Pili        |
|        | Antonio Leoni     |
|        | Salvatore Siotto  |
|        | Emilio Lussu      |
|        | Pietro Mastino    |
|        | Mario Berlinguer  |
|        | Palmerio Delitala |